# Uno scambio fatale
Uno scambio fatale (Accidental Switch) è un film per la televisione del 2016 diretto da Fred Olen Ray.

## Trama
Jennifer è a Nord dello stato di New York per presenziare la laurea della figlia Katey. Mentre parla al telefono con l'ex marito Robert, afferra distrattamente dal nastro trasportatore una valigia nera che crede la sua. In albergo, scopre di aver preso il bagaglio sbagliato e riceve la telefonata di un misterioso uomo che le impone di seguire le sue istruzioni pere riconsegnarla se non vuole che qualcuno faccia del male a sua figlia.